# NeNe Leakes
Linnethia Monique „NeNe” Leakes (z domu Johnson; ur. 13 grudnia 1967 w Nowym Jorku) – amerykańska aktorka, producentka, osobowość telewizyjna, projektantka mody oraz pisarka.

## Kariera
Znana z udziału w reality show stacji Bravo The Real Housewives of Atlanta, dokumentującym osobiste i zawodowe życie kilku mieszkanek Atlanty. Wcielała się w rolę trenerki Roz Washington w serialu telewizji Fox Glee (2012−2015), zagrała też Rocky Rhoades, jedną z drugoplanowych bohaterek komediowego serialu The New Normal (2012−2013).
W latach 2014 i 2015 grała w broadwayowskiej adaptacji Kopciuszka.

## Życie prywatne
W 1997 roku poślubiła Gregga Leakesa, z którym wychowywała ich syna Brentta oraz dzieci z ich poprzednich małżeństw (NeNe ma jeszcze syna Brysona Rasharda Bryanta). W 2010 roku ustalili, aby pozostać w separacji. Para rozwiodła się w 2011 roku, jednak dwa lata później ponownie się zaręczyła. W 2013 roku w Atlancie odbył się drugi ślub pary, emitowany jako odcinek specjalny I Dream of NeNe: The Wedding na stacji Bravo.
Gregg zmarł w 2021 roku na raka.